# Antitypona
Antitypona es un género de coleóptero de la familia Chrysomelidae.

## Especies
Las especies de este género son:
- Antitypona louana Bechyne & Springlova de Bechyne, 1976
- Antitypona oedipoda Bechyne & Springlova de Bechyne, 1976
- Antitypona thoa Bechyne & Springlova de Bechyne, 1976